# Traventhal
Traventhal est une commune de l'arrondissement de Segeberg, dans le Schleswig-Holstein, en Allemagne. Elle appartient à l'Amt Trave-Land dont le siège est à Bad Segeberg.
En 1700, lors de la Grande guerre du Nord, la paix dite de Travendal y fut signée.